# Тома Хитров
Тома Станев (Станчов) Хитров е български националреволюционер и един от първите български фотографи.

## Биография
Тома Хитров е роден през 1840 година в град Ловеч, Османската империя. Завършва Долнокрайското училище в родния си град. На 16-годишна възраст емигрира в Румъния. Преминава в Сърбия и служи в жандармерията. Учи фотография в Букурещ и открива свое ателие в Букурещ, а по-късно в Плоещ. За поколенията чрез неговите фотографии са съхранени образите на Васил Левски. Автор е на най-популярния портрет на Христо Ботев, както и на портрети на Захари Стоянов, Никола Славков, Панайот Хитов, Никола Странджата. Заснел е единствената фотография на майката на Васил Левски – Гина Кунчева, както и снимки на много членове на БРЦК и укриватели на Васил Левски. Повечето от тях се съхраняват в Българския исторически архив с прилежащата към него сбирка „Портрети и снимки“, част от специалните отдели на Ръкописно-документалния център на Народната библиотека „Свети свети Кирил и Методий“.
През 1875 година заедно с Петър Факиров е определен за войвода и организатор на въстанието в Троянския край. След отлагането му се завръща в Румъния. Включва се в организирането на четата на Христо Ботев.
Помощник-войвода е в четата на Филип Тотю по време на Сръбско-турската война в 1876 година. В Руско-турската война (1877-1878) е опълченец в конната сотня, а по-късно в III опълченска дружина. Участва в боевете при Стара Загора, Казанлък, Шипка и Шейново.
След Освобождението заедно с Йосиф Буреш отваря в София фотографско ателие „Славянска светлописница“, по-късно преименувано на „Славянска фотография“, което работи до 1885 година. Фотограф е и съпругата му Елена Чернева.
Участва като доброволец в Сръбско-българска война (1885). Бие се храбро в отряда на капитан Коста Паница и Иванчо Атанасов.
Тома Хитров остава в историята като изтъкнат националреволюционер, един от първите български фотографи, „придворен“ фотограф на БРЦК и революционната емиграция в Румъния.
Улица в Троян е наименувана „Тома Хитров“.